# Martwa natura z indykiem (obraz Goi)
Martwa natura z indykiem (hiszp. El pavo muerto) – obraz olejny hiszpańskiego malarza Francisca Goi (1746–1828) stanowiący parę z Martwą naturą z ubitym ptactwem. Oba obrazy znajdują się w zbiorach Muzeum Prado w Madrycie.

## Okoliczności powstania
Martwa natura nie była częstym tematem w twórczości Goi, być może dlatego, że w jego epoce była uznawana za mniej wartościową niż malarstwo religijne, historyczne czy portrety. W XIX-wiecznej Hiszpanii ten rodzaj malarstwa reprezentowali m.in. Luis Paret y Alcázar oraz Luis Meléndez. Ich prace charakteryzował naturalizm oraz rokokowe przywiązanie do detalu. Wiadomo, że Goya namalował serię martwych natur w czasie hiszpańskiej wojny niepodległościowej (1807-1814) oraz na wygnaniu w Bordeaux. Jego dzieła są jednak dalekie od stylu rokoko czy préciosité, charakteryzują je grube pociągnięcia pędzlem oraz ograniczona paleta barw. Goya odrzuca tradycyjne ujęcie martwej natury i sięga do estetyki swojego mistrza Rembrandta. Ponadto martwe natury Goi stanowią wyraźną metaforę śmierci, martwe zwierzęta przypominają złożone ofiary, których ciała zostały przedstawione w bezpośredni i okrutny sposób. Temat śmierci, przemijania i fatalizmu często pojawia się w późniejszych pracach starzejącego się malarza, stając się niemal jego obsesją. Nie udało się ustalić dokładnej daty powstania tej serii martwych natur, jednak historycy sztuki sytuują je w przedziale 1808–1812 ze względu na analogiczne do powstałych w tym czasie rycin Okropności wojny ujęcie przemocy.

## Opis obrazu
Martwa natura składa się z ubitego indyka i wiklinowego kosza, będącego jedynym przestrzennym punktem odniesienia. Tło jest jednolite i ciemne, sprawia, że uwaga widza skupia się na martwym ptaku. Goya zrezygnował z charakterystycznego dla tego typu obrazów drobiazgowego stylu préciosité, kładąc nacisk na światło i kolor. Farba została nałożona szybkimi pociągnięciami pędzla – każda wypukłość wiklinowego koszyka to jedno precyzyjne pociągnięcie grubego pędzla. Paleta kolorów jest ograniczona do czterech barw (ochra, biel, czerń i czerwień), które wyróżniają figurę ptaka z ciemnego tła, nadając mu szczególny realizm i dramatyzm. Pióra indyka zostały namalowane takim samym kolorem jak tło, w dolnej części wykończone bielą, podczas gdy głowa wyróżnia się bladą czerwienią. Obraz został podpisany dużymi białymi literami (Goya) w centralnej części.
W tradycyjnym ujęciu martwa natura z ptactwem przedstawiała suto zastawiony stół, wyobrażenie przyszłej uczty. Jednak zamiast pozytywnych skojarzeń indyk Goi wzbudza raczej współczucie. Malarz ogranicza liczbę figur i kładzie nacisk na niedawną śmierć ptaka, co jest interpretowane jako nawiązanie do tragicznych wydarzeń wojennych i ich ofiar. Uniesione skrzydło i sztywne nogi martwego ptaka pogłębiają dramatyzm sceny.

## Proweniencja
Seria martwych natur została odziedziczona przez syna Goi, Javiera, a następnie przeszła na jego wnuka Mariano. Mariano Goya przekazał te obrazy Franciscowi Antoniowi Narváez y Bordese, hrabiemu Yumuri, jako pokrycie długów. Po śmierci hrabiego w 1865 martwe natury zostały sprzedane (w kolekcji pozostawało wtedy dziewięć lub dziesięć z dwunastu obrazów) i trafiły do różnych zbiorów na całym świecie, a niektóre zaginęły. W 1900 roku z inicjatywy Ministerstwa Rozwoju obraz został zakupiony z przeznaczeniem do zbiorów Prado. Obok Martwej natury z ubitym ptactwem są to jedyne martwe natury Goi w kolekcji Prado.